# Proces verbal
Un proces-verbal poate fi un înscris (cu caracter oficial) în care se consemnează un fapt de natură juridică sau poate fi un act cu caracter oficial în care se redau pe scurt discuțiile și hotărârile unei adunări constituite.
Procesul-verbal poate fi:
- Proces-verbal de contravenție. Cel mai uzitat este cel întocmit de agenții de circulatie atunci când constată săvârșirea unei contravenții rutiere. Procedura întocmirii unui proces verbal de contravenție, conținutul său și modalitatea în care acesta poate fi contestat sunt aspecte prevăzute de O.G. nr. 2/2001.[2]
- Proces-verbal de predare-primire a unei gestiuni
- Proces-verbal ședință – se întocmește de către secretarii organelor respective sau de alte persoane însărcinate cu redactarea lor.
- Proces-verbal de sechestru, act procedural îndeplinit de executorul judecătoresc la locuința debitorului sau la locul unde se găsesc bunurile mobile urmăribile ale acestuia, prin care aceste bunuri sunt inventariate și declarate ca sechestrate definitiv; reprezintă primul act de executare în cadrul urmăririi silite a bunurilor mobile.